# Кулінарний туризм

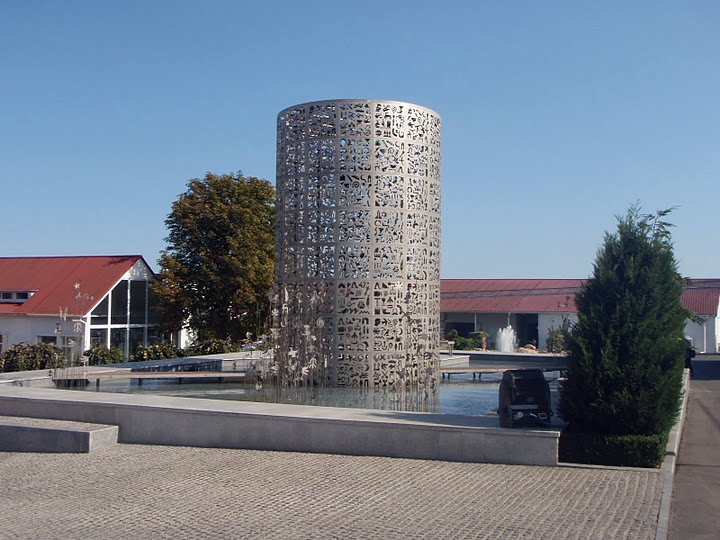
Одеська область, Центр культури вина Шабо

Куліна́рний тури́зм (гастрономічний туризм) — це різновид туризму, пов'язаний з ознайомленням та дегустацією національних кулінарних традицій країн світу.
Кулінарний туризм, продуктовий туризм або гастрономічний туризм — це дослідження продуктів харчування як мета туризму. Зараз це вважається життєво важливою складовою туристичного досвіду. Вечеря поза домом, є звичайним явищем серед туристів, і «вважається, що їжа посідає місце поряд з кліматом, житлом та краєвидами» за важливістю для туристів.
Кулінарний туризм став відомим 2001 року після того, як Ерік Вольф, президент Всесвітньої асоціації гастрономічних подорожей, написав на цю тему офіційний документ.

## Огляд
Кулінарний або гастрономічний туризм — це прагнення до неповторних і незабутніх вражень від їжі і напоїв, як поблизу, так і на відстані. Кулінарний туризм відрізняється від агротуризму тим, що кулінарний туризм вважається різновидом культурного туризму (кухня як прояв культури), тоді як агротуризм вважається різновидом сільського туризму, але кулінарний туризм і агротуризм нерозривно пов'язані між собою. Кулінарний / гастрономічний туризм не обмежується їжею для гурманів. Гастрономічний туризм можна розглядати як різновид досвідних подорожей.
Хоча багато міст, регіонів або країн відомі своєю їжею, кулінарний туризм не обмежується культурою харчування. Кожен турист їсть приблизно тричі на день, що робить харчування одним з основних економічних двигунів туризму. Такі країни, як Ірландія, Перу та Канада, вкладають значні кошти в розвиток кулінарного туризму і спостерігають зростання прибутків від відвідувань і ночівель, внаслідок просування продовольчого туризму і розвитку продуктової галузі.
Гастрономічний туризм охоплює такі заходи, як заняття з кулінарії; відвідування гастрономічних пивних або винних турів; відвідування фестивалів їжі і напоїв участь у спеціалізованих обідах покупок у спеціалізованих торгових точках; відвідування ферм, ринків і виробників.
Туризм, пов'язаний із їжею, вказує на подорожі до місць, де місцева їжа та напої є основними мотивуючими факторами для всієї або частини подорожі. У найширшому розумінні, це прагнення здобути привабливі, автентичні та незабутні кулінарні враження всіх видів, подорожуючи на міжнародному, регіональному чи навіть місцевому рівні. При цьому найважливіше - це характер і якість кулінарного досвіду. Цю спеціалізовану туристичну нішу часто називають: кулінарний туризм, гастрономія або гастрономічний туризм, абревіатурою та знаком мінус, гастро-туризм, і більш загальним терміном "Туризм Їжею", який, здавалося б, вибирається в США. Менш використовувані або спеціалізовані мітки, що чути в основному на ринках вищого класу, включають: дегустаційний туризм, гурманський туризм, кулінарний туризм, туризм їжею та вином, винний туризм, пивний туризм, кухня спа та, можливо, інші терміни або бренди певних продуктів чи регіонів. Визначення, спочатку запропоноване Холлом та іншими (2003), використовує такі слова та вирази, як досвідчена подорож, гастрономічні регіони, рекреаційні або розважальні цілі, візити до первинних та вторинних виробників їжі, гастрономічні фестивалі, ярмарки їжі, події, ринки фермерів, кулінарні шоу, демонстрації, дегустації якісних продуктів, та діяльність, пов'язана з конкретними стилями життя та культурами. Гастрономія - це розуміння різних соціальних культур, історичних компонентів, літератури, філософії, економічного статусу, релігій та інших аспектів, в яких їжа є основною темою. Гастрономічні продукти можуть вказувати не лише на їжу та напої, але й на інші активності, що стосуються культури та спадщини. 
Журналісти, дослідники, практикуючі в галузі індустрії та самопроголошені "гурмани", які пишуть блоги про їжу та подорожі, використовують терміни Кулінарний Туризм та Гастрономічний чи Гастро-туризм дещо взаємозамінно. На відміну від масового туризму (масового виробництва та споживання), нішевий туризм [такий, як гастрономічний туризм], вивчає, бере участь і забезпечує враження в локаційній області, що є частиною переходу від економіки послуг до економіки вражень (Холл і Вейлер, 1992; Гоелднер та ін., 2000; Пайн і Гілмор, 1999). Вузько визначений, Гастрономічний Туризм є формою нішевого туризму, мотивованою їжею та/або напоями (Холл і Мітчелл, 2005, Ківела та Крот, 2006, Сімс, 2009). Термін "кулінарний туризм" був визначений як свідома дослідницька участь у їжі, яка вважається "Іншим"; "дослідницький зв'язок із світом їжі... чи ви йдете за їжею чи їжа приходить до вас, характер зустрічі визначає, що визначає їжній досвід як кулінарний туризм" (Лонг, 1998, с. xi). Міжнародна асоціація кулінарного туризму (ICTA) визначає його як "прагнення унікальних і незабутніх їжі та напоїв", тоді як Світова туристична організація ООН постійно вказує на цю туристичну нішу як гастрономічний туризм чи гастрономію, та визначає його як "гастрономічний туризм застосовується до туристів та відвідувачів, які планують свої поїздки частково або повністю з метою смакування кухні місця або проведення діяльностей, пов'язаних з гастрономією" (UNWTO 2012, с.7).
Загалом вважається, що дослідження, пов'язані з кулінарним туризмом, належать в основному до трьох галузей: антропологія туризму, фольклор та студії їжі, і ці галузі також дуже часто переплітаються (Лонг, 2004). Теорії реалізуються через фестивалі, громадські виставки, презентації, розвиток нових ресторанів, дієтологічні рекомендації та інше. "Перехрещений підхід зроблює огляд літератури [кулінарного туризму] "дуже незручним" (Лонг, 2004, с.2). Дослідження, пов'язані з їжею, в основному обмежені такими питаннями, як безпека їжі, проблеми гігієни, аналіз фестивалів їжі та вина, проблеми постачання, виробництво їжі, їжа в туризмі та крос-продвиження туризму в регіональній чи національній кухнях. 
В розвинених країнах гастро-туризм переживає бурхливий розвиток і став одним із найбільш динамічних та творчих сегментів туризму, що привертає мільярди туристів по всьому світу. Любителі їжі збираються у Францію, Італію та Іспанію, щоб відчути культуру та знайомитися з людьми через традиційні страви та місцеві напої. Згідно з останнім опитуванням (СОТ, ст. 12), 88,2% респондентів-членів вказали, що "гастрономія є стратегічним елементом визначення бренду та образу їхньої дестинації", проте лише 67,6% погодилися, що їхня країна має свій власний гастрономічний бренд. Крім того, "продукти" гастро-туризму включають події з їжею (79%), гастрономічні маршрути та кулінарні класи (62%) і відвідини ринків та виробників (53%).
| Елемент                 | Опис |
| ----------------------- | --- |
| Визначення              | Специфічний вид туризму, що спрямований на здобуття унікальних та незабутніх кулінарних вражень під час подорожі, незалежно від того, чи це міжнародна, регіональна чи локальна подорож. |
| Популярні напрямки      | Франція, Італія, Іспанія та інші країни з вишуканою кухнею. |
| Стратегічний елемент    | За даними Світової туристичної організації ООН (СОТ), 88,2% респондентів-членів вказали, що "гастрономія є стратегічним елементом визначення бренду та образу їхньої дестинації".        |
| Гастро-продукти         | Включають події з їжею (79%), гастрономічні маршрути та кулінарні класи (62%), відвідини ринків та виробників (53%).                                                                     |
| Мотивація               | Потреба в унікальних кулінарних враженнях, ознайомлення з місцевою культурою через традиційні страви та напої.                                                                           |
| Цільова аудиторія       | Різні групи, такі як DINKS (подружжя з двома доходами і без дітей), SINKS (одинокі з одним доходом і без дітей), Empty Nesters (батьки, діти яких виїхали з дому), Baby Boomers та інші. |
| Витрати туристів на їжу | За даними Quan та Wang (2004), понад 33% коштів, які витрачають туристи, призначено на їжу.                                                                                              |
| Схожість за демографією | Згідно з дослідженням ICTA, кулінарні туристи подібні за демографічними та психографічними характеристиками в різних країнах.                                                            |

## Економічний вплив
За оцінками Всесвітньої асоціації гастрономічних подорожей, витрати на їжу та напої становлять від 15% до 35% всіх видатків на туризм, залежно від доступності місця призначення. У WFTA перераховано можливі переваги продовольчого туризму, в тому числі більша кількість відвідувачів, більше продажів, більше уваги засобів масової інформації, збільшення податкових надходжень і велику гордість громади.
Гастро-туризм, який об'єднує подорожі та кулінарні враження, може мати значний економічний вплив на різні рівні, включаючи місцевий, регіональний та національний. Нижче наведено кілька аспектів економічного впливу гастро-туризму:
1. Зростання туристичного попиту: Гастро-туристи часто є вибагливими споживачами, готовими витрачати гроші на унікальні кулінарні враження. Зростання попиту на такі події та враження може призвести до збільшення кількості туристів, які відвідують конкретну дестинацію.
2. Збільшення прибутків для гастрономічних підприємств: Ресторани, кафе, фермерські ринки та інші гастрономічні підприємства можуть зазнавати значного збільшення прибутків завдяки збільшенню кількості туристів, які шукають аутентичні кулінарні досвіди.
3. Розвиток туристичної інфраструктури: Зростання популярності гастро-туризму може спонукати владу і приватних інвесторів до розвитку туристичної інфраструктури, такої як гастрономічні маршрути, кулінарні екскурсії, кулінарні фестивалі тощо.
4. Створення робочих місць: Розквіт гастро-туризму може призвести до збільшення попиту на робочу силу в сферах гастрономії та туризму, що сприяє створенню нових робочих місць.
5. Збільшення продажів місцевих продуктів: Гастро-туристи часто цікавляться місцевою кухнею та продуктами. Це може сприяти збільшенню продажів місцевих продуктів та розвитку сфери сільського господарства.
6. Підвищення визнання бренду дестинації: Якщо дестинація успішно розвиває гастро-туризм, це може призвести до підвищення її визнання та статусу як гастрономічного призначення.
7. Залучення інвестицій: Успішний гастро-туризм може стати магнітом для інвестицій в туристичну галузь, готелі, ресторани та інші пов'язані сектори.

Загалом, гастро-туризм може бути важливим катализатором для економічного розвитку та підвищення привабливості туристичних дестинацій.

## Уроки кулінарії
Зростальною галуззю кулінарного туризму, є кулінарні майстер-класи. Формати варіюються від короткого уроку тривалістю кілька годин до цілоденних і багатоденних курсів. Іноземні туристи зазвичай, звертають увагу на кухню країни, яку вони відвідують, натомість місцеві туристи, можуть прагнути спробувати нові для себе страви. Багато кулінарних класів також передбачають тури по ринку для підвищення культурного досвіду. Деякі кулінарні майстер-класи проводяться в будинках місцевих жителів, що дозволяє іноземним туристам отримати уявлення про повсякденне життя і кухні тих, хто мешкає у країні, яку вони відвідують. І місцеві господарі, і іноземні гості отримують користь від міжкультурного досвіду.
Кулінарні майстер-класи стали не лише популярним варіантом розваг та навчання, але й важливим елементом кулінарного туризму. Цей вид діяльності пропонує учасникам не лише смачні страви, але і глибше розуміння харчової культури конкретної локації.
Різноманітність Форматів: Кулінарні уроки можуть мати різноманітні формати, починаючи від коротких сесій, де учасники вивчають приготування однієї страви, і закінчуючи цілоденними або багатоденними курсами, що охоплюють багато аспектів кулінарного мистецтва.
Міжкультурний Досвід: Для іноземних туристів, кулінарні уроки - це можливість не лише спробувати місцеві страви, але й вивчити їхні традиції та секрети приготування. З іншого боку, місцеві жителі можуть відкривати для себе нові аспекти своєї кухні через очі іноземних учасників.
Ринкові Тури та Культурні Враження: Багато кулінарних класів включають екскурсії на місцеві ринки, де учасники можуть обирати свіжі інгредієнти для своїх страв. Це не лише надає можливість покращити кулінарні навички, але й збагачує культурний досвід.
Спільні Враження: Деякі майстер-класи проводяться в домівках місцевих жителів, де гості можуть не лише навчатися, але й відчути атмосферу повсякдення та гостинності. Це сприяє обміну культурними традиціями та створює неповторний міжкультурний досвід для всіх учасників.
У цьому співзвучному об'єднанні гастро-туризму та кулінарних майстер-класів, як місцеві, так і іноземні учасники отримують можливість насолоджуватися не лише стравами, але і неповторним кулінарним досвідом, який обогащує подорож та розширює кулінарні горизонти.
Ця таблиця нижче відображає основні аспекти уроків кулінарії в гастротуризмі, які сприяють навчанню, культурному обміну та взаєморозумінню між туристами та місцевими жителями.
| Аспект               | Опис |
| -------------------- | --- |
| Тривалість           | Від коротких уроків тривалістю кілька годин до цілоденних і багатоденних курсів, що дозволяє туристам обирати формат навчання, який найбільше відповідає їхнім планам.                    |
| Формат               | Кулінарні майстер-класи можуть проводитися в ресторанах, кулінарних школах або навіть вдома у місцевих жителів, створюючи різноманітні можливості для отримання нових навичок та вражень. |
| Структура            | Багато уроків включають не лише практичні вправи з приготування страв, але й тури по ринках, де туристи можуть дізнатися більше про місцеві продукти та традиції.                         |
| Міжкультурний Досвід | Уроки, які проводяться в будинках місцевих мешканців, дозволяють іноземним туристам зануритися в повсякденне життя та культуру країни, вивчаючи місцеві кулінарні традиції.               |
| Обмін Досвідом       | Як місцеві господарі, так і іноземні туристи можуть обмінюватися кулінарним досвідом та рецептами, що сприяє взаєморозумінню та поглибленню культурного обміну.                           |
| Участь у Фестивалях  | Кулінарні уроки можуть бути організовані під час гастрономічних фестивалів, де туристи можуть активно брати участь у приготуванні та спробувати різноманітні страви.                      |
| Командна Робота      | Деякі уроки організовані у формі командної роботи, де учасники спільно готують страви, сприяючи розвитку комунікаційних навичок та співпраці.                                             |